# 延安东路 (上海)
延安东路是位于中國上海市黄浦区内的一条东西向干道。

## 歷史

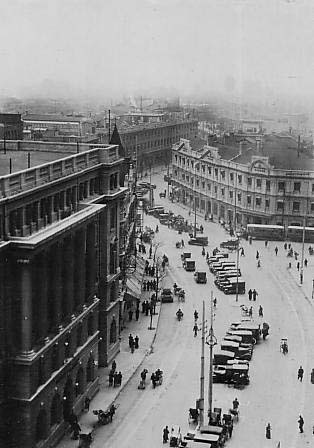
戰前的爱多亚路

延安东路本為黃浦江的一條支流洋涇浜，1845年建立英租界時，成為南部界河。1849年法租界在上海縣城與英租界之間的狭长區域设立，洋涇浜亦成為英、法租界的界限。1915年填平洋泾浜，又并入了两岸原有的小马路松江路（北岸上海公共租界）和孔子路（南岸上海法租界），成為全上海最宽阔的馬路，经过两租界协商，最后定名為爱多亚路（Avenue Edward Ⅶ），名稱源自英皇愛德華七世。
日占时期称大上海路。1945年，國民政府收回租界后把道路易名為中正東路，經過多年發展，成為現在的延安東路。

## 現況

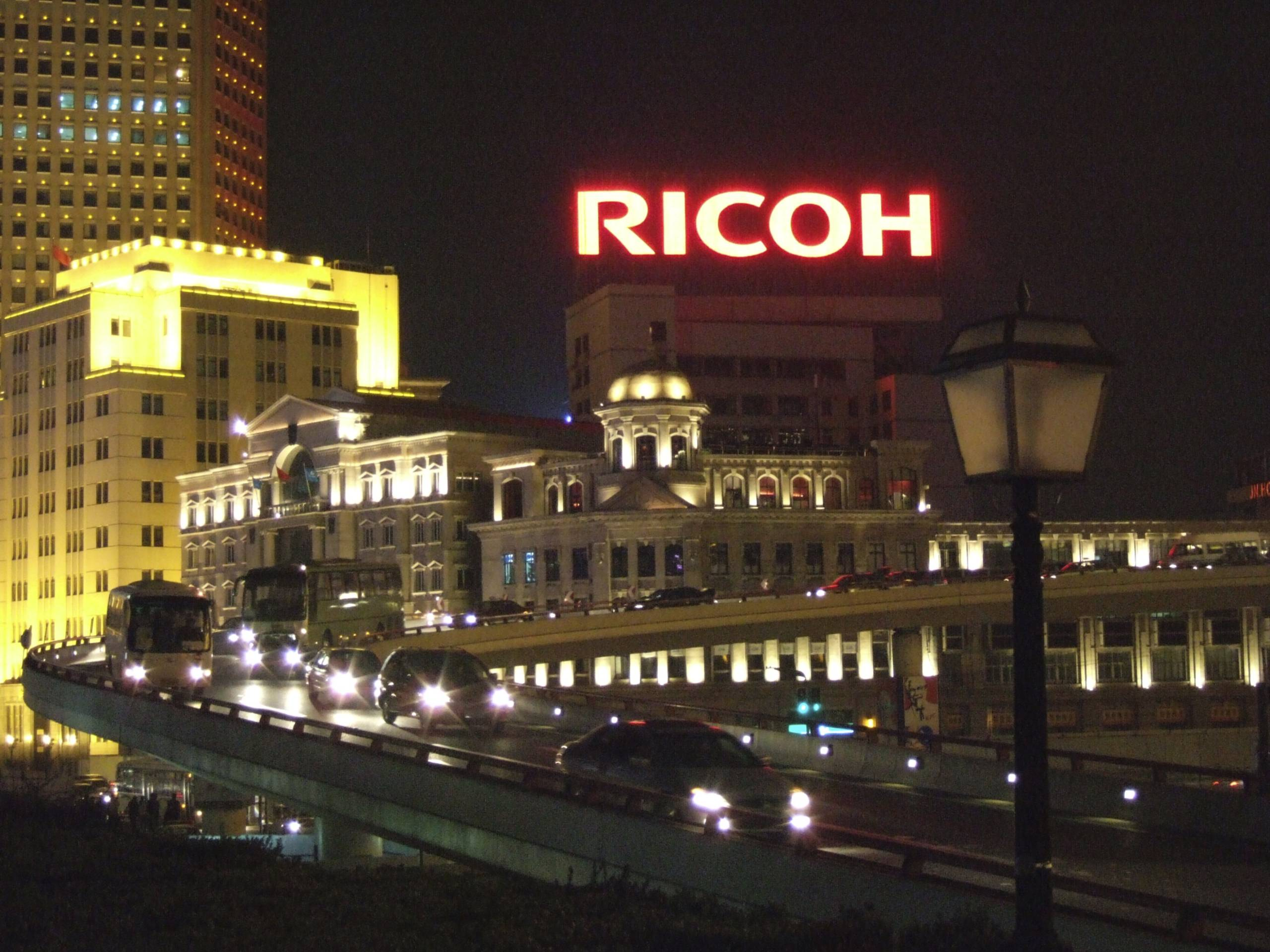
2008年被拆除的延安东路中山东一路“亚洲第一弯”匝道

延安東路東端建有延安東路隧道，穿越黃浦江連接浦東地區，在1989年5月1日通車。1997年，延安东路建成雙向6車道的延安高架路。
延安路高架东段经过上海最繁忙的市中心地区之一，最后抵达外滩。高架和原有的历史建筑风格很不协调，有损市容，特别是在外滩路口的高架出口把外滩一分为二，阻挡了外滩上的视线，是江泽民主政上海期间盲目造桥计划的一个突出例子，但也有“亚洲第一弯”之称。2008年起上海市人民政府决定将高架路从上海华商纱布交易所以东段拆除，改以隧道方式分流车辆进入同时进行改造的外滩中山路。

## 交汇道路（西向东）
延安东路原为上海公共租界和上海法租界的分界线，因此自租界时代以来，一直为上海市中心区南北道路的分界线，其北侧原上海公共租界内道路今多命名为“xx中路”，其南侧原上海法租界内道路今多命名为“xx南路”。与之交汇的道路由西到东为：
- 成都北路/重庆中路
- 重庆北路
- 黄陂北路/黄陂南路
- 普安路
- 西藏中路/西藏南路
- 云南中路/云南南路
- 广西北路/广西南路
- 永寿路
- 浙江中路/浙江南路
- 湖北路
- 福建中路/福建南路
- 靖远街/盛泽路
- 山东中路/山东南路
- 河南中路/河南南路
- 紫金路
- 江西中路/江西南路
- 溪口路
- 四川中路/四川南路
- 中山东一路/中山东二路

## 沿路机构
- 亚细亚大楼
- 58号 高登金融大厦
- 100号 联谊大厦
- 110号 四川大楼
- 55号 上海工商联大厦
- 中汇大厦
- 300号 黄浦区人民政府
- 旺角广场
- 港陆广场
- 大世界
- 电信大楼
- 1234号 黄浦区人民法院
- 433号 ET聚场（原上海共舞台）